# Chilperico I (re dei Burgundi)
Chilperico (... – 480 circa) fu un re, semi leggendario, dei Burgundi, succedendo al fratello Gundioco.

## Biografia
Chilperico I († ca 480) fu re dei Burgundi. Era il fratello del re Gundioco e quindi probabilmente un figlio di re Gundicaro.
Chilperico I fu coreggente assieme al fratello; nel 457, quando il fratello era ancora vivo, era presentato come il re.
Quando l'imperatore Severo riconobbe ai Burgundi lo stato di foederati, mentre, tra il 461 ed il 465, Gundioco divenne magister militum dell'Impero romano d'Occidente, Chilperico I divenne magister militum della Gallia.
Con la morte di Gundioco, nel 473 Chilperico divenne unico detentore del potere. Non è chiaro fino a che punto, in questo momento, erano già coinvolti nella gestione del potere i figli di Gundioco, Gundobado, Chilperico, Gundomaro e Godegiselo.
Chilperico I inizialmente combatté contro i Visigoti, ma quando suo nipote Gundobado, nel 474, cadde in disgrazia presso l'imperatore romano Giulio Nepote († 480). Chilperico I portò avanti le trattative con Giulio Nepote, l'ultimo legittimo imperatore romano d'occidente, per mantenere il contratto di federati ed anche il possesso del Viennese (Valle del Rodano), la parte meridionale del regno. Nel 476, con la deposizione di Giulio Nepote, lo stato di federati decadde.
Chilperico I che aveva sposato Caretene († 471), che non gli aveva dato figli maschi, quando morì, nel 480 circa, lasciò il regno ai nipoti, i figli di Gundioco, Gundobado, Chilperico, Gundomaro e Godegiselo.

## Discendenti
Chilperico I dalla moglie, ebbe solo una figlia:
- Ragnilde che divenne la moglie del re dei visigoti, Eurico.

Un'altra fonte invece narra che Chilperico aveva preteso da suo fratello Gundioco, quale bottino di guerra, la figlia dello sconfitto re Rechiaro, re degli Svevi, la giovanissima Guiltruda, che Gregorio di Tours dice avesse solo tredici anni e da cui ebbe sette figlie, che dal padre avevano ereditato una vena di pazzia:
- Fredegonda, che sposò un principe dei Turingi, Aldovindo;
- Guilberta;
- Rotrude;
- Breca, fu rapita durante una razzia da un guerriero sassone;
- Gurtrunda, che in un momento di squilibrio mentale, quando essa aveva diciannove anni, mandò un regalo con le istruzioni che si disponesse in qualsiasi modo di lei ad un principe siriano, del cui regno Chilperico era stato informato da dei viaggiatori latini, ma pare, secondo le cronache bizantine, che la bellissima Gurtrunda non giunse mai in Siria, ma che la sua nave fosse catturata da pirati vandali e la giovane principessa data come concubina al re Gutemondo, con il  quale ebbe anche dei figli;
- Igunda, fu obbligata dal padre a sposare quindicenne un servo della gleba;
- Fredegaria, sulla quale si riversò tutta la pazzia del padre, che quando essa aveva quattordici anni, la volle in moglie, attuando pratiche incestuose ritenute sacrileghe anche dai pagani, e dalla quale ebbe tre figli. Dopo la morte del padre, avvenuta probabilmente durante una crisi di nervi, Fredegonda, accusata di incesto, fu relegata tra i servi della gleba.

Chilperico venne considerato dal suo popolo un re posseduto da demoni.